# Corso d'Italia (Roma)
Corso d'Italia è una strada di Roma, parte di un più ampio asse viario che — da piazza del Popolo al policlinico Umberto I — corre lungo le mura aureliane; esso parte da porta Pinciana come proseguimento di viale del Muro Torto e termina a Porta Pia, dove la strada lungo le mura continua con il nome di viale del Policlinico.

## Storia
Il primo nucleo della strada sorse negli anni successivi all'annessione di Roma al Regno d'Italia (20 settembre 1870), a latere del piano regolatore Viviani del 1882: i terreni immediatamente esterni alle mura aureliane in prossimità di Porta Pia e di via Nomentana, benché fuori piano, furono edificati, dando vita al primo nucleo di palazzi della nascente strada in regime di speculazione edilizia.
Il tipo edilizio adottato fu quello del palazzo intensivo, lasciando invece i villini alle zone in piano regolatore sul lato destro di via Nomentana.
Altri edifici sorsero lungo corso d'Italia nel nuovo quartiere Pinciano, oltre piazza Fiume, nel XX secolo.
Tra i più notevoli figura quello della Rinascente, realizzato da Franco Albini e Franca Helg nel 1957, che insiste sulla strada proprio all'altezza della citata piazza.

Il palazzo della Rinascente a piazza Fiume (1957)

Col tempo la strada si rivelò sempre più inadeguata a reggere il traffico che dalla Tiburtina e la Nomentana si dirigeva verso Villa Borghese e piazza del Popolo.
In occasione delle Olimpiadi del 1960, assegnate a Roma, si decise quindi di eliminarne gli incroci a raso costruendovi un lungo sottovia che all'estremità orientale fu ramificato con uscite e ingressi rispettivamente da viale del Policlinico e via Nomentana e con un'uscita su via di Castro Pretorio, mentre all'estremità opposta previde uscite verso via Po, via Pinciana e Villa Borghese e fu innestato direttamente su viale del Muro Torto sottopassando Porta Pinciana e il traffico proveniente da via Veneto.
Corso d'Italia si snoda tra due quartieri, Pinciano (fino a piazza Fiume) e Salario (da lì fino a Porta Pia); lungo di essa si aprono diverse porte nelle mura aureliane e, sul lato sinistro, si dipartono strade importanti come via Pinciana, che collega le mura al quartiere dei Parioli, via Salaria, da piazza Fiume, e la citata via Nomentana, da Porta Pia.
Lungo tale strada sorgono anche diversi edifici di interesse pubblico: all'inizio, verso Porta Pinciana, si trova la sede nazionale della CGIL (l'associazione con tale sigla è divenuta così stretta che in linguaggio giornalistico è oramai invalsa la metonimia Corso d'Italia per indicare la segreteria generale di tale sindacato); più avanti, a piazza Fiume, il citato palazzo della Rinascente; verso Porta Pia si trova il cinema Europa e, di fronte ad esso, il monumento commemorativo della Breccia tramite cui i Bersaglieri entrarono a Roma nel 1870.